# Paramacroceps ferganensis
Paramacroceps ferganensis är en insektsart som beskrevs av Dubovsky 1966. Paramacroceps ferganensis ingår i släktet Paramacroceps och familjen dvärgstritar. Inga underarter finns listade i Catalogue of Life.